# Tonality
Tonality (Tonalität) ist ein Begriff aus dem Bereich der Kommunikation. Tonality ist ein Teil der Werbebotschaft, der  über Stil und Atmosphäre an den Empfänger vermittelt wird. Die Tonality für den Werbetext, also den verbalen Teil der Werbung, wird oft tone of voice genannt.
Für die Wirksamkeit der Werbebotschaft ist nicht nur wichtig, was über das Werbeobjekt gesagt wird, sondern auch wie es präsentiert wird. Dies geschieht in der Festlegung des sogenannten „Grundton“ der Werbung (Tonality). Sie steuert Aufmerksamkeit und Identifikation bei den Konsumenten.
Da Mediawerbung und Point-of-Sale-Werbung des stationären Handels grundsätzlich aufeinander abgestimmt sein sollten, ist der Grundton der Handelswerbung, der auch als „atmosphärische Verpackung“ bezeichnet werden kann, an die Verkaufsraumgestaltung (Raumdesign, Outfit, Look) angelehnt. Folgende Möglichkeiten lassen sich in diesem Zusammenhang unterscheiden:
- Avantgarde- /Antik-Design
- Nobel-/Discount-Design
- Exotic-/Usual-Design
- Technik-/Natur-Design
- Ästhetik-/Improvisations-Design

In einzelnen Fällen kann die Tonality die Werbung so dominieren, dass auf Botschaften, ja sogar auf den Claim verzichtet wird.
Vorteile für den Werbetreibenden sind u. a.:
- man verspricht sich eine Ansprache der Zielgruppe über emotionale Ansprache, von der man annimmt, dass sie bei einer mit Werbebotschaften überfluteten Zielperson noch am ehesten Wirkung zeigt.
- es werden nicht durch verbale Äußerungen irgendwelche Eigenschaften des Produktes behauptet  oder zugesichert, die gerade bei umstrittenen Produkten Angriffspunkt für Klagen von Konkurrenten und Gegnern sein könnten.
- bei Produkten, bei denen nicht die Qualität des Produktes entscheidend ist, sondern Imagefaktoren, zielt eine solche Ansprache auf das, was man aufbauen will: eine Verbindung zwischen Produkt und bestimmten positiven Emotionen.
- bei Produkten, bei denen objektiv gesehen keine Alleinstellungsmerkmale oder Vorteile gegen den Wettbewerb vorhanden sind, oder die gar von schlechterem Nutzwert für den Verbraucher sind, kann eine derartige Ansprache eine Werbung überhaupt erst ermöglichen, ohne diesen Fakt offenlegen zu müssen

Für den Verbraucher ergibt sich allenfalls ein Unterhaltungswert.